# Cardamine bulbosa
Cardamine bulbosa är en korsblommig växtart som först beskrevs av Johann Christian Daniel von Schreber och Henry Ernest Muhlenberg, och fick sitt nu gällande namn av Britton, Sterns och Justus Ferdinand Poggenburg. Cardamine bulbosa ingår i släktet bräsmor, och familjen korsblommiga växter. Inga underarter finns listade i Catalogue of Life.

## Bildgalleri

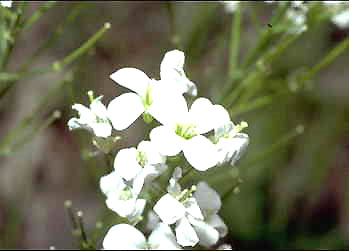
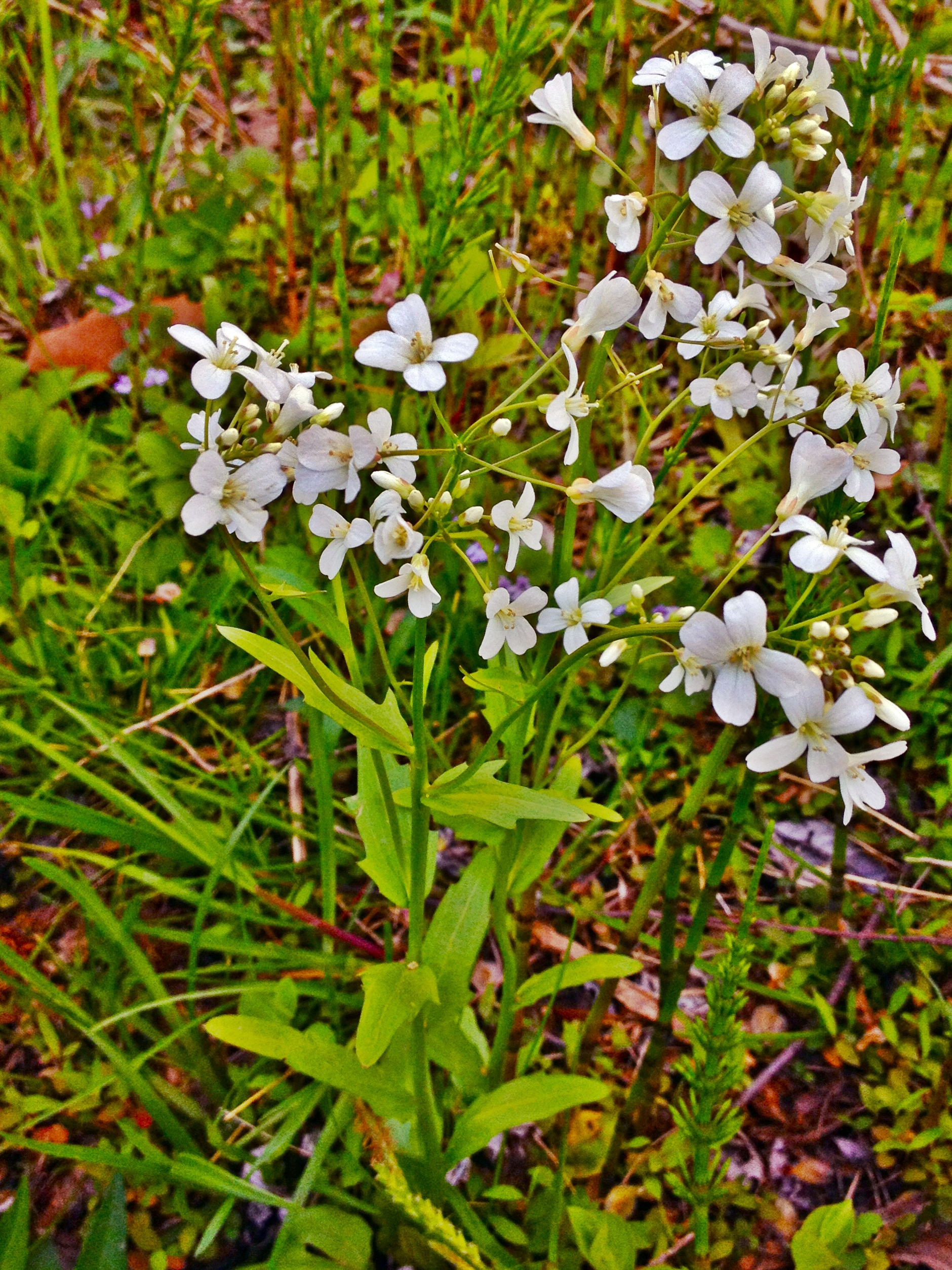
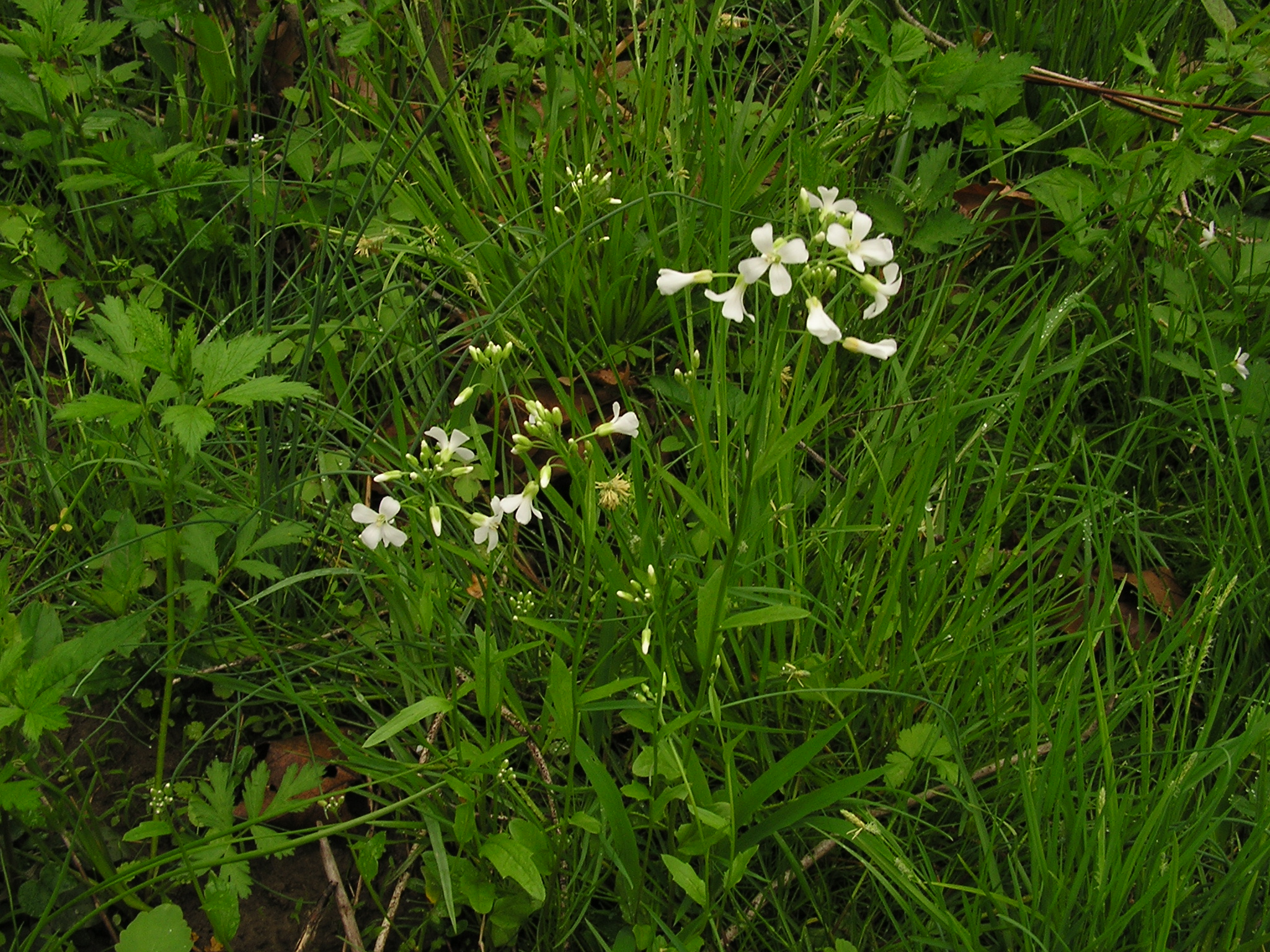